# 芝川バス
芝川バス（しばかわバス）は、静岡県富士宮市の旧芝川町地域で運行されていたコミュニティバスであり、2013年10月1日より、富士宮市営の宮バス に名称が統一された。運行事業者は、2018年４月１日より富士急静岡バスから信興バスに変更となっている。

## 現行路線

### 宮11系統芝富線
- 芝川会館 → 川合 → 芝川中学校前 → 芝川橋 → 新田
- 芝川会館 ← 芝川駅 ← 香葉台 ← 芝川中学校前 ← 芝川橋 ← 稗久保 ← 新田
日曜運休

### 宮12系統稲子線
- 芝川会館 - 芝川駅 - 長貫 - 稲子駅 - 稲子小学校 - 上稲子落合
日曜運休

### 宮13系統香葉台線
- 芝川会館 - 芝川駅 - 香葉台 - 安居山中 - フィルムパーク - 富士宮駅南口
日曜運休

### 宮14系統稗久保線
- 芝川会館 - 芝川駅 - 香葉台 - 芝川中学校前 - 芝川橋 - 新田 - 稗久保 - フィルムパーク - 富士宮駅南口
- 芝川会館 - 川合 - 芝川中学校前 - 芝川橋 - 新田 - 稗久保 - フィルムパーク - 富士宮駅南口
日曜運休

　12月29日から1月3日の間は全便運休となる。車両は原則として芝川バスのラッピングされた専用車両（マイクロバス）1台で運行される。但し、香葉台線の一部の便と芝富線は宮バスの車両で運行される。

## 廃止路線

### 内房線
- 2013年9月30日をもって廃止。
  - 芝川会館 - 芝川駅 - （長貫） - 内房小学校 - 爪島

## 運賃
運賃は、1乗車・1名につき大人（中学生以上）200円、子供（小学生以下）100円である。
定期券等の取り扱いでは、宮バス宮1〜5系統とは異なる体系となっている。
身体障害者手帳の保持者は100円。未就学児は保護者同伴の場合に限り2名まで無料。

## バス停オーナー制度
自主運行バスにかかるコスト抑制の為、沿線の医療機関・商業施設等に対し、バス停設置・広告掲出を条件に資金援助を依頼するというバス停オーナー制度（命名権の一種）が導入されている。